# Talaudralle
Die Talaudralle (Gymnocrex talaudensis), auch als Talaudinselralle bezeichnet, ist eine Rallenart aus der artenarmen Gattung Gymnocrex. Sie ist auf der Insel Karakelong im Talaud-Archipel nordöstlich von Sulawesi endemisch.

## Entdeckungsgeschichte
Am 15. August 1996 beobachteten Christian Mamengko und Frank R. Lambert in der Nähe von Tarohan auf der Insel Karakelong eine auffällige Ralle, die vor ihrem Fahrzeug über eine asphaltierte Straße lief. Die Sichtung war von kurzer Dauer und fand ohne den Einsatz von optischen Hilfsmitteln statt. Der Vogel begab sich anschließend in eine Grasfläche unter einigen verstreuten Kakaobäumen, wo er in einer Entfernung von etwa 10 Metern für circa 30 Sekunden verweilte, bevor er in feuchtes Grasland und Gestrüpp am Rand eines Sumpfwaldes verschwand. Lambert versuchte unmittelbar darauf, der Ralle zu folgen, jedoch wurde der Vogel weder am darauf folgenden Morgen des 16. August noch am 2. September 1996, bei einem weiteren Besuch des Beobachtungsortes, erneut gesichtet.
Auf Nachfrage bestätigten Dorfbewohner auf der Insel, dass ein bodenlebender Vogel existiert, der lokal als „Te-a“ bezeichnet wird. Dieser Vogel zeichnet sich durch einen schokoladenroten Kopf, einen langen, gelblichen Schnabel und eine auffällige weiße Augenpartie aus. Die Art gilt als äußerst scheu, ist jedoch gelegentlich Ziel von Fangaktionen durch die Dorfbewohner, die sie mit speziellen Fallen oder Hunden erlegen. Am 6. September 1996 wurde in Beo ein Mann angetroffen, der eine Vielzahl von Vögeln, darunter mehrere Rallen, anbot, die er anscheinend in der Nähe seines Heimatdorfes Ramis gefangen hatte. Unter diesen befand sich ein lebendes Exemplar einer unbekannten Gymnocrex-Art, das zuvor am 15. August gesichtet worden war. Das Tier wurde fotografiert, starb jedoch innerhalb einer Stunde. Nach Rücksprache mit Vertretern der Direktion für Waldschutz und Naturschutz (Perlindungan Hutan dan Pelestarian Alam, PHPA) wurde dieses Individuum als Holotypus klassifiziert. Weitere Recherche deutete darauf hin, dass die unbekannte Gymnocrex-Art der Rostschwingenralle (Gymnocrex plumbeiventris) am ähnlichsten ist. Eine Analyse von sechs Exemplaren der Rostschwingenralle aus den Aru-Inseln, Misool und Neuguinea im Natural History Museum in London sowie von Fotografien dreier lebender Vögel aus Neuguinea führte dazu, dass Lambert die Ralle von Karakelong aufgrund signifikanter Unterschiede in Gefiedermerkmalen und biometrischen Daten im Rahmen des biologischen Artkonzepts 1998 als eigenständige Art erstbeschrieb.

## Merkmale
Die Talaudralle ist eine große, robuste Ralle, die eine Körperlänge von 33 bis 35 cm erreicht. Sie hat ein ziemlich langen und hellen Schnabel mit einer tiefen Basis. Der Kopf, der Hals und die Brust sind kastanienbraun. Die Oberseite ist grünlich-oliv, auf dem Mantel glänzender, auf dem Bürzel bräunlich und am hintersten Rücken schwärzlich. Die Oberflügeldecken sind ähnlich gefärbt wie die übrige Oberseite. Die Handschwingen sind teilweise grauer. Das Kinn und Bereich um den Schnabelspalt sind dunkelgrau. Die Unterseite ist meist schwärzlich mit etwas heller braun verwaschen. Die Flanken sind olivgrün, die Unterflügeldecken sind schwärzlich, wobei die Federn breite, weiße Spitzen aufweisen. Die Iris ist leuchtend rot. Ein kontrastreicher rosafarbener, kahler Augenring geht hinter dem Auge in einen auffälligen silbrig-weißen Fleck über. Der Schnabel ist gelblich, grauer an der Längslinie über dem Nasenloch und am distalen Drittel, mit einer schmutzigweissen Spitze. Die Beine und Füße sind stumpfrosa bis gelb (möglicherweise eine gewisse Variation im Zusammenhang mit dem Brutzustand).

## Lebensraum
Die Talaudralle bewohnt Flächen mit langem, feuchtem Gras und dichter Vegetation am Rande von Tieflandwäldern. Die dieser Art zugeschriebenen Lautäußerungen von nicht beobachteten Vögeln stammten alle aus primären Auwäldern. Die Talaudralle bevorzugt möglicherweise ein Mosaik aus Feuchtlebensräumen und Flusswäldern.

## Lebensweise
Die Talaudralle ist offenbar standorttreu. Sie ist ein versteckt lebender Vogel. Über ihre Lebensweise liegen keine Informationen vor.

## Lautäußerungen
Es wurden mindestens 15 schnelle, hohe peet-peet-peet-Rufe, möglicherweise als Alarmrufe interpretiert, identifiziert, die wahrscheinlich von dieser Art stammen. Des Weiteren werden tiefe Rufe, hörbar als ump-ump-ump, von den Einheimischen ebenfalls der Talaudralle zugeschrieben.

## Status
Die Talaudralle wird in der IUCN Red List in der Kategorie „stark gefährdet“ (endangered) gelistet. Das sehr kleine Verbreitungsgebiet wird auf höchstens 850 km² geschätzt. Die Art ist in der Endemic Bird Area Sangihe und Talaud präsent.
Die Talaudralle ist eine seltene Art, deren Vorkommen nur an wenigen Lokalitäten bestätigt wurde. Die Population ist gering und wird auf etwa 600 bis 1700 geschlechtsreife Vögel geschätzt. Der Bestand ist wahrscheinlich aufgrund von Lebensraumverlust und -verschlechterung, der Bejagung mit Hunden und Schlingenfallen und möglicherweise durch die Nachstellung durch Ratten, rückläufig. Die meisten Nachweise der Art, darunter auch der Holotypus, stammen von Vögeln, die als Nahrungsquelle gefangen wurden.
Lokale Berichte, wonach diese Ralle auf der Insel weit verbreitet und relativ häufig ist (während sie auf anderen Inseln des Archipels nicht vorkommt), sind möglicherweise auf eine Verwechslung mit anderen Rallenarten zurückzuführen. In den Jahren nach der ersten Entdeckung der Art haben Ornithologen trotz umfassender Feldforschung nur eine eindeutige Beobachtung dokumentiert.
Die Vögel wurden seit 2008 mehrfach gesichtet und fotografiert, aber es gibt Hinweise darauf, dass diese Art entweder selten oder schwer zu entdecken ist. Bisher wurden keine direkten Schutzmaßnahmen ergriffen. Das Karakelang Selatan Wildlife Reserve (IUCN-Kategorie IV), mit einer Fläche von 247 km², schützt einen geeigneten Lebensraum, wird aber nicht verwaltet und ist bedroht durch landwirtschaftlichen Eingriffe, illegalen Holzeinschlag und Bränden. Erhebungen sollten durchgeführt werden, insbesondere innerhalb des Wildschutzgebiets, um die Verbreitung, den Status, die Lebensraumansprüche und die Bedrohungen dieser Art sowie vorrangige Gebiete für einen wirksamen Schutz zu identifizieren.